# Marta Worringer

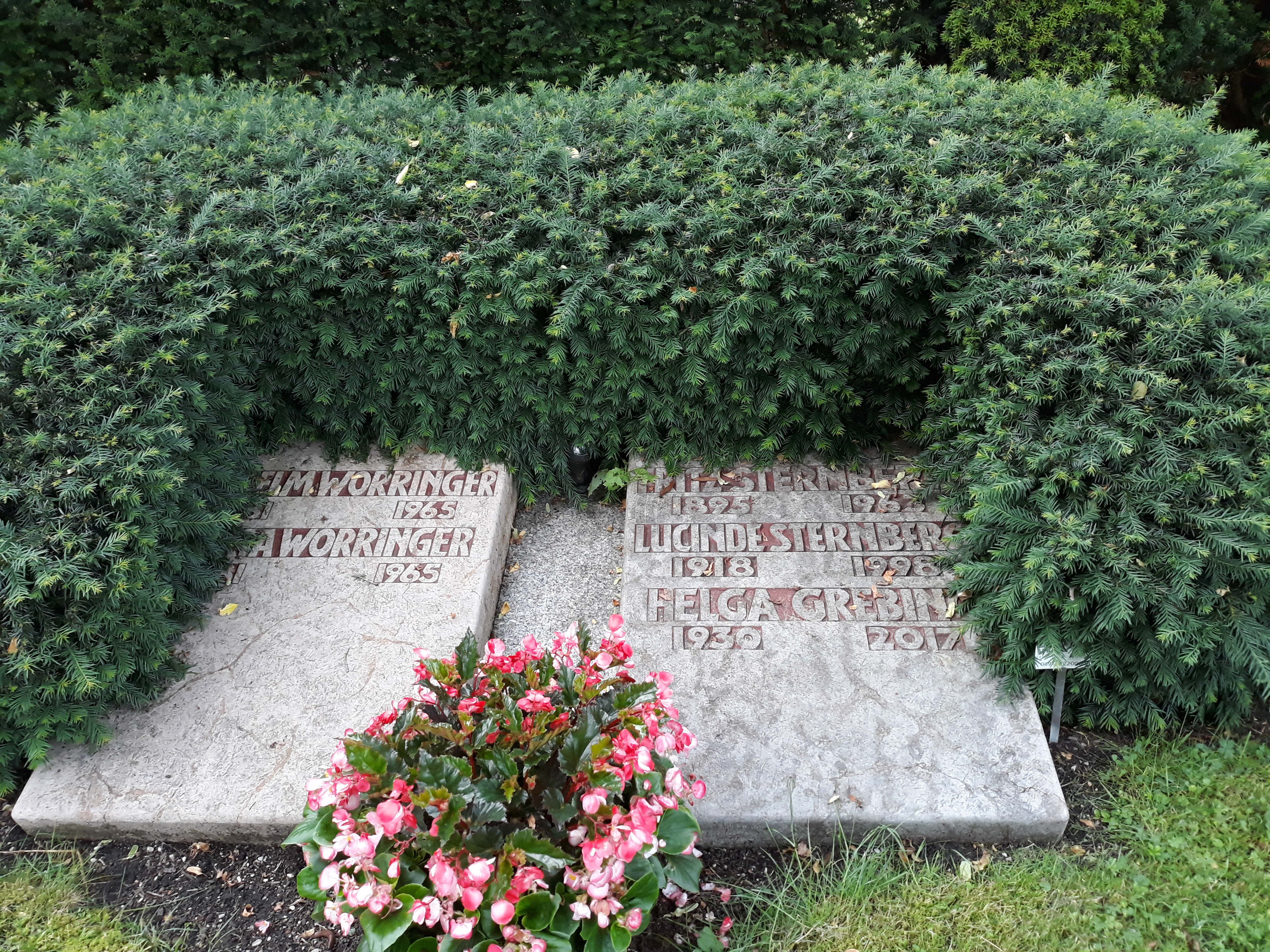
Das Grab von Marta und Wilhelm Worringer (linke Bildhälfte) auf dem Nordfriedhof (München)

Marta Worringer (* 16. Januar 1881 in Köln als Marta Maria Emilie Schmitz; † 27. Oktober 1965 in München) war eine deutsche Malerin und Grafikerin des Expressionismus und Ehefrau von Wilhelm Worringer.

## Leben
Marta Schmitz war die Tochter des angesehenen Kölner Rechtsanwalts Emil Schmitz und dessen Frau Elise, geborene Esser. Ihre Kindheit schilderte sie später als bedrückend. Sie belegte nach Beendigung eines Pensionatsaufenthalts in Belgien ab 1899 Kurse in Düsseldorfer und Münchner Kunstschulen und war in Bern Schülerin des Schweizer Künstlers Cuno Amiet. Frauen in der Kunst war zu dieser Zeit ein Studium an Kunsthochschulen noch verwehrt. Sie trug zu dieser Zeit gern Reformkleider, bildete sich fort und reiste viel. Ihre Mitbewohnerinnen einer Wohngemeinschaft waren die Künstlerinnen Emmy Worringer, die Schwester ihres späteren Ehemanns Wilhelm Worringer, sowie Olga Oppenheimer.
1907 heiratete sie den gleichaltrigen Kunsthistoriker Wilhelm Worringer, der im selben Jahr seine bekannt gewordene Dissertation Abstraktion und Einfühlung schrieb. Im Jahr 1911 stellte sie im Pariser Herbstsalon aus. In den 1920er Jahren sind Teilnahmen an wichtigen Ausstellungen im Rheinland nachgewiesen. In dieser Zeit war sie Mitglied in Künstlervereinigungen, beispielsweise in der Coelner Sezession, im Gereonsklub und in Das Junge Rheinland.
1928 trat Wilhelm Worringer in Königsberg eine Professur an. Zu dieser Zeit hatte Marta Worringer die Möglichkeit, an der dortigen Kunstakademie in einem eigenen Atelier zu arbeiten. Bis 1941 stellte sie ihre Arbeiten regelmäßig im Königsberger Kunstverein aus. 1944 verließ das Ehepaar kriegsbedingt die Stadt und zog nach Berlin. Von 1946 bis 1950 lebten Marta und Wilhelm Worringer in Halle an der Saale, das sie ein Jahr nach Gründung der DDR verließen und nach München zogen, wo sie im Jahr 1965 kurz nacheinander starben.

## Werk
Marta Worringers Bildnisse hatten oft zum Thema ausgemergelte, verstummte Frauen mit riesengroßen Augen. Sie wurden zu ihrem Markenzeichen. Außerdem beherrschte sie viele Techniken und Motive, die sie stickte, malte, zeichnete oder lithographierte. In der Weimarer Republik zählte Worringer zu den bekannten Künstlern des Rheinlands, deren Geschäfte zeitweise so gut liefen, dass sie ihrem Mann und ihren drei Töchtern ein finanziell abgesichertes Leben bieten konnte.
Ihre expressionistischen Arbeiten galten den Nazis als „entartet“, und 1937 wurden in der Aktion „Entartete Kunst“ nachweislich zehn ihrer Druckgrafiken aus der Städtischen Kunstsammlung Duisburg beschlagnahmt und vernichtet.
Marta Worringer musste bei der Flucht aus Königsberg nahezu ihr gesamtes Werk zurücklassen. Mit acht Werken, fünf aus dem Kunstmuseum Bonn, zwei aus dem Stadtmuseum Düsseldorf und einem aus Familienbesitz, startete die Recherche. Gegenwärtig sind 175 Werke von ihr bekannt. Der Nachlass wurde 2001/2002 in einer Ausstellung im August-Macke-Haus in Bonn gezeigt.

## 1937 als „entartet“ aus der Städtischen Kunstsammlung Duisburg beschlagnahmte und vernichtete Druckgrafiken
- Vorstadt
- Mutter und Kinder
- Frau am Fenster
- Begegnung
- Die Schwestern
- Zwei Köpfe
- Zwei Frauen
- Drei Frauen
- Abend
- Kinder